# Salix pseudocalyculata
Salix pseudocalyculata är en videväxtart som beskrevs av A. Kimura. Salix pseudocalyculata ingår i släktet viden, och familjen videväxter. Inga underarter finns listade i Catalogue of Life.